# Partido Republicano Democrático Federal
El Partido Republicano Democrático Federal, también conocido simplemente como Partido Republicano Federal, fue un partido político español de carácter federalista y republicano creado nada más triunfar la Revolución de septiembre de 1868 como continuación del Partido Democrático fundado en 1849. El principal teórico del partido y uno de sus líderes más reconocidos fue Francisco Pi y Margall. Extendió su influencia especialmente por la zona mediterránea a partir de sus dos sus bastiones iniciales, Cataluña —donde funcionó el Club de los Federalistas de Barcelona— y Andalucía.

## Historia

### Constitución del partido: de Partido Demócrata a Partido Republicano Federal
El Partido Demócrata fue uno de los tres grupos políticos que protagonizaron la Revolución de 1868 que puso fin a la Monarquía de Isabel II, junto con el Partido Progresista del general Prim con el que había firmado el Pacto de Ostende y con la Unión Liberal del general Serrano que se adhirió posteriormente al mismo. En tres asambleas que el Partido Demócrata realizó en Madrid entre octubre y noviembre de 1868 —al menos una de ellas presidida por José María Orense, líder histórico del partido— se decidió apostar decididamente por la República Federal como la forma de gobierno que debía sustituir a la monarquía isabelina por lo que cambió su nombre de Partido Demócrata por el de Partido Republicano Federal. La minoría de demócratas que pensaban que en aquel momento la mejor opción para asegurar la libertad en España era la «monarquía democrática» que proponían los progresistas y los unionistas abandonaron el partido para formar el grupo de los demócratas monárquicos que serán conocidos como «cimbrios» y cuyos líderes eran Cristino Martos y Nicolás María Rivero. Según Jorge Vilches, «los llamados "cimbrios" no renunciaron a la República, sino que la pospusieron a un futuro de mayor educación política del pueblo español, asentamiento de los derechos individuales y predisposición de los partidos liberales».
Por su parte Ángel Duarte ha destacado que «la forja del partido [republicano] acaece en medio de una intensa movilización contra la declaración monárquica del Gobierno provisional y contra las quintas y los consumos» y que «los años que vinieron a continuación fueron propicios para la difusión de los códigos y valores republicanos. La prensa federal se hizo un hueco en un mercado ansioso de novedades... Asociaciones, ateneos y clubes se expanden por la geografía peninsular».
En las elecciones municipales celebradas en diciembre de 1868 los republicanos federales consiguieron una veintena de alcaldías de capitales de provincia. De hecho un grupo de concejales del Ayuntamiento de Madrid, encabezados por Ángel Fernández de los Ríos y Manuel Becerra, presentará el 1 de febrero de 1869 una proposición para que en la bandera nacional, junto al amarillo y el rojo, «campee el morado, el color del antiguo pendón de Castilla que tantas glorias y tantos martirios recuerda a los amantes de las libertades y glorias patrias».

### Gobierno Provisional de 1868-1870
El partido se presentó a las elecciones a Cortes Constituyentes de enero de 1869 convocadas por el Gobierno Provisional surgido de la Revolución de 1868. En el detallado programa electoral que presentó el candidato por Barcelona, Juan Tutau, exhortaba a los republicanos a acudir a las urnas; y allí «em el terreno pacífico, por campo los colegios electorales, por armas las candidaturas, luchemos todos y probemos que no sin motivo hemos proclamado que la República es la paz». Los republicanos federales obtuvieron un buen resultado a pesar de la «influencia moral» que ejercían los gobiernos sobre los electores que les hacían ganar siempre, pues consiguieron ochenta y siete escaños, siendo Cataluña y Andalucía donde tuvieron más apoyos.
Cuando se debatió en las Cortes el proyecto de nueva Constitución el grupo parlamentario de los republicanos federales encabezado por Estanislao Figueras lo criticó duramente porque creían que no era compatible el principio de la soberanía nacional, expresada mediante el sufragio universal (masculino), con los poderes de un monarca constitucional al que correspondía el poder ejecutivo. También consideraban que el proyecto no establecía claramente la separación de la Iglesia y el Estado, ni institucionalizaba la Milicia nacional. Asimismo se oponían a la existencia del Senado al defender que fuera una sola Cámara la que tuviera la representación de la Nación. Su portavoz Figueras llegó a decir que si ellos hubieran sabido que tras la revolución de 1868 se iba a proclamar otra monarquía no habrían participado en ella. Cuando llegó el momento de la aprobación final de la que sería la Constitución de 1869 los diputados republicanos federales votaron en contra bajo la fórmula expuesta por su portavoz de acatamiento sin aceptación, lo que significaba según explicó Emilio Castelar que acatarían todo lo que proviniese del sufragio universal pero nada de lo viniese de la Corona. A continuación 39 diputados firmaron la Constitución como gesto de acatamiento —los «moderados» que seguían a Emilio Castelar y los que lideraba Nicolás Salmerón— mientras que los otros no lo hicieron —entre los que se encontraban figuras del partido tan importantes como Francisco Pi y Margall, José María Orense, José Paúl y Angulo o Fernando Garrido—. Fue la primera expresión formal de la división interna que existía en el partido y que se remontaba a los años 50 y 60, cuando aún se llamaba Partido Democrático.
El 15 de mayo de 1869 a propuesta de los republicanos federales catalanes, encabezados por Valentí Almirall, se firmó el «Pacto de Tortosa» entre los republicanos de los cuatro territorios de la antigua Corona de Aragón (Cataluña, Aragón, Valencia y Mallorca), al que le siguieron otros cuatro pactos similares de otras tantas regiones españolas (el de Córdoba, que agrupaba a Andalucía, Extremadura y Murcia; el de Valladolid; el de Éibar, para las Vascongadas y Navarra; y el de La Coruña, que agrupaba Galicia y Asturias). Fue así como el partido empezó a dotarse de una estructura orgánica federal según los «antiguos reinos hispánicos» que constituirían la república democrática federal, todavía no bien definida. De esta iniciativa surgió la propuesta de Francisco Pi y Margall de firmar un «Pacto Nacional» el 30 de junio de 1869 del que surgió por primera vez un órgano de dirección permanente del partido llamado «Consejo Federal». En este proceso el sector encabezado por Emilio Castelar, que no apoyaba tan rotundamente la estructura federal de la futura república, se mantuvo al margen. En el Manifiesto del Consejo Federal que se hizo público tras su constitución se decía lo siguiente:

Este consejo no podrá nunca perturbar la vida de las federaciones ni menoscabar la autonomía de ninguna de las juntas provinciales o locales. En las confederaciones, al revés de lo que sucede en las repúblicas unitarias, el poder se desenvuelve y organiza de abajo arriba.

La promulgación de la Constitución española de 1869 que establecía la monarquía como la forma de gobierno, provocó la división entre los republicanos federales entre los partidarios de acatarla, llamados «benévolos» o «transigentes», y los opuestos a ello, conocidos como «intransigentes». «Las fracturas dan lugar a la conformación de estructuras diferencias. En Barcelona, los miembros del Club Democrático Federal leen La Razón, mientras que los del Club de los Federalistas se informan en las páginas de El Estado Catalán».
Los «intransigentes» encabezan en septiembre y octubre de 1869 un levantamiento armado en varias ciudades de Cataluña, Valencia, Aragón, Murcia y Andalucía. El motivo inmediato fue una circular del ministro de la Gobernación, el progresista Práxedes Mateo Sagasta, en la que ordenaba a los gobernadores civiles que desarmaran a las milicias y reprimieran todo acto contrario a la Constitución —circular que estaba motiva principalmente por una insurrección carlista que había tenido lugar en julio y por el asesinato en Tarragona del gobernador civil a manos presuntamente de republicanos— y que los federales «intransigentes» interpretaron como un intento del gobierno provisional para hacerlos desaparecer lo que justificaba el uso del «derecho de insurrección». El presidente del gobierno, el general progresista Juan Prim, consiguió que las Cortes aprobaran el 5 de octubre la suspensión de las garantías constitucionales —lo que motivó la retirada de los diputados federales— y así pudo acabar con la sublevación en la que participaron unos 40 000 milicianos federales.
El 29 de noviembre se hacía público un Manifiesto republicano redactado por el «benévolo» Emilio Castelar y firmado por 49 diputados republicanos residentes en Madrid en el que se explicaba qué era el federalismo:

Las leyes provinciales y municipales nos ofrecerán ocasión de demostrar palpablemente que el federalismo es esencialísimo a la libertad y orgánico de la soberanía popular. Así como la personalidad humana es autónoma y el individuo tiene derecho a que esa autonomía sea respetada, son autónomas esas personalidades sociales que se llaman municipio, provincia o estado particular y nación o estado general. Así como aquello que es individual en la vida deber ser gobernado y dirigido por el individuo, todo aquello que es local en la sociedad debe ser dirigido por el municipio, todo aquello que es general, por la provincia y todo aquello que es universal por el Estado.

Dos días antes Francisco Pi y Margall había contrapuesto la Federación a la descentralización en un discurso pronunciado en el Congreso de los Diputados:

La descentralización es sólo administrativa y nosotros no sólo queremos la descentralización administrativa sino también la política y la económica. Las provincias son completamente libres en el ejercicio de todas sus facultades; con ellas presupuestan sus gastos, imponen sus tributos, los distribuyen, los recaudan y los aplican.

El 6 de mayo de 1870 se reunió una Asamblea Federal convocada por Pi y Margall como presidente del Consejo Federal en la que se determinó que sería la República Democrática Federal la forma de gobierno que defendería el partido, excluyendo la opción de la república unitaria, y en la que también se creó un Directorio presidido por el propio Pi, que sería el que decidiría la estrategia del partido, y del que formaban parte Estanislao Figueras, Emilio Castelar, José María Orense y el valenciano Vicente Barberá Villegas. Además Pi quedó encargado de redactar un Manifiesto en el que reflejó su idea del federalismo concebido de abajo arriba en sucesivos pactos desde el municipio a la provincia y al Estado (o cantón o región) y del Estado a la República Federal.
Como respuesta, los republicanos más cercanos a las posiciones de Emilio Castelar, que concebía la República como la culminación del liberalismo, publicaron al día siguiente, 7 de mayo, un manifiesto alternativo con el nombre de Declaración de la prensa republicana de Madrid que estaba firmado, entre otros, por el director de La Discusión, Bernardo García; el director de El Sufragio Universal, Miguel Jorro; el director de La República Ibérica, Miguel Morayta; el de El Pueblo, Pablo Nogués; el de La Igualdad, Andrés Mellado; el de Gil Blas, Luis Rivera; y el diputado Julián Sánchez Ruano, y en el que se criticaba el federalismo «pactista» de Pi y sus implicaciones «socialistas» —de hecho en muchos lugares de Andalucía identificaban la República Federal con el reparto de la tierra—. En la Declaración de la Prensa se definía así la República:

La forma de gobierno que reconoce y consagra el principio de la soberanía del pueblo, ejercida por medio del sufragio universal; la que garantiza los derechos individuales superiores y anteriores a toda ley; la que defiende la unidad del poder político, de legislación y de fueros, y la integridad del territorio de la nación; la que conserva la independencia del municipio y de la provincia en cuanto toca a su régimen y gobierno interior y al gestión libre de todos sus peculiares intereses administrativos, políticos y económicos.

Respecto de la actitud que se había de seguir frente al Gobierno Provisional el Directorio explicó en una Circular dirigida a todos los comités republicanos de España que no se le debía «combatir sin piedad ni tregua como a sus antecesores» porque, «comprometido a conservar el orden dentro de la Constitución de 1869», «nos deja abierto el campo para la propaganda de nuestras ideas, la mejor organización del partido y el más fácil advenimiento de la República federal». «Nosotros debemos estar hoy como ayer en la oposición [pero] ¿habríamos de tratar con igual rigor a los que nos diesen condiciones de vida y de progreso y a los que pugnasen por quitárnoslas... ¿Habríamos de atravesarnos como un obstáculo en el camino de las reformas?». «[En consecuencia] este Directorio no vacila en condenar hoy por hoy todo movimiento a mano armada».

### Reinado de Amadeo I (1871-1873)
Cuando en noviembre de 1870 las Cortes proclamaron a Amadeo I como nuevo rey de España hubo algún conato de insurrección que tuvo que ser atajado por el Directorio presidido por Francisco Pi y Margall, quien con el apoyo de Emilio Castelar —ambos eran partidarios de la «vía legal» para alcanzar la República y contrarios al uso de la violencia— hizo un llamamiento a la «sensatez» a los republicanos federales «intransigentes». Cuando se convocaron las primeras elecciones de la nueva monarquía amadeísta en marzo de 1871 a los republicanos federales no les importó formar una coalición electoral con los carlistas, situados en sus antípodas ideológicas pero que tampoco reconocían la legitimidad de Amadeo I, y así convertir las elecciones en un plebiscito sobre el rey y alcanzar lo que Castelar llamó su «destronamiento constitucional». Los republicanos «intransigentes», por su parte, defendieron el retraimiento porque según ellos participar en los comicios era colaborar con la nueva monarquía. En esas elecciones de marzo de 1871 los republicanos federales sufrieron un importante retroceso porque solo consiguieron una cincuentena de diputados. Una de las posibles razones del relativo fracaso electoral, sería «la confusión introducida en no pocos segmentos de potenciales electores por el hecho de presentarse en coalición con el carlismo y otras fuerzas hostiles a la consolidación de la democracia amadeísta».
La ruptura interna entre «benevolentes» e «intransigentes» intentó ser superada mediante la convocatoria de una nueva Asamblea Federal —la Segunda—, que se reunió el 30 de abril de 1871. Se eligió un nuevo Directorio al que junto con Pi y Margall, Orense y Castelar se incorporaron Roque Barcia, Fermín Salvochea, Prunedo y Juaristi y se nombró una comisión encabezada por Nicolás Salmerón y Eduardo Chao, y de la que también formaban parte Barcia y Castelar, encargada de redactar un proyecto constitucional republicano federal. Pero la solución resultó un fracaso porque el proyecto fue calificado de «centralista» y la Tercera Asamblea Federal reunida el 25 de febrero de 1872 no llegó siguiera a discutirlo. En aquel momento la ruptura ya era total entre los «benevolentes» que habían aceptado la estrategia de Emilio Castelar de colaborar con el gobierno radical de Manuel Ruiz Zorrilla, y que había sido apoyada por el Directorio incluido su presidente Pi y Margall, y los «intransigentes» que seguían defendiendo la vía insurreccional y que habían formado sus propios comités locales y provinciales, sus clubes y diarios. Una Cuarta Asamblea convocada para el 20 de julio no pudo celebrarse por falta del número suficiente de delegados. Un mes antes los «intransigentes» habían celebrado un gran acto en el Teatro Circo de Madrid en el que habían consumado la ruptura con los «benevolentes» al aprobar por unanimidad la siguiente propuesta:

La más absoluta oposición e intransigencia para todos los gobiernos que funcionen en nombre de la institución monárquica, por ser la única conducta conforme al honor, dignidad y razón de ser de partido que rechaza la benevolencia o expectación para con sus enemigos, por ser contraria a las aspiraciones e intereses que la República federal ha de realizar; el retraimiento en las elecciones para diputados a Cortes que se verifiquen antes de realizarse la gran revolución a que el Partido Republicano aspira y, por último, la independencia del Partido Federal de toda jefatura.

### La Primera República (1873-1874)
La proclamación de la Primera República española el 11 de febrero de 1873 favoreció, paradójicamente, el agravamiento de la división del partido. Los representantes parlamentarios apoyaron la política legalista de Pi y Margall, consistente al esperar la elección de unas Cortes constituyentes para proclamar la república federal y elaborar una constitución propia. Los intransigentes de las "provincias", en especial Murcia, Cataluña, Valencia y Andalucía, pretendían la inmediata implantación de las reformas administrativas y políticas prometidas y actuaron con independencia del directorio de Madrid o del gobierno de la República.
En mayo de 1873 se celebraron las elecciones a Cortes Constituyentes, que a causa del retraimiento del resto de los partidos supusieron una gran victoria para el Partido Republicano Federal. Sin embargo la aplastante mayoría de que gozaban los republicanos federales en las Cortes Constituyentes era sin embargo engañosa porque en realidad sus diputados estaban divididos en tres o cuatro grupos según los autores:
- Los «intransigentes» («jacobino-socialistas», los llama Román Miguel González) con unos 50 o 60 diputados formaban la extrema izquierda de la Cámara ―y ese era el lugar físico donde se sentaban―. Propugnaban que las Cortes se declararan en Convención, asumiendo todos los poderes del Estado ―el legislativo, el ejecutivo y el judicial― para construir la República Federal «de abajo arriba», desde el municipio a los cantones y desde éstos al poder federal. También defendían la introducción de reformas sociales que mejoraran las condiciones de vida del «cuarto estado». Este sector de los republicanos federales no tenía un líder claro, aunque reconocían como su «patriarca» a José María Orense, el viejo marqués de Albaida. Destacaban dentro de él Nicolás Estévanez, el general Juan Contreras, o los escritores Roque Barcia y Manuel Fernández Herrero. Antes de las elecciones ya habían creado el Centro Revolucionario Federal que después pasó a llamarse Centro Republicano Federal Español. Su principal órgano de prensa era La Justicia Federal. Román Miguel González ha destacado que el liderazgo del grupo recayó «en personajes cada vez más demagogos: Casalduero, Barcia, el general Contreras…».[29]

- Los «centristas» («demosocialistas», los llama Román Miguel González) con unos 60 diputados liderados por Francisco Pi y Margall (por lo que en ocasiones también eran llamados «pimargallianos»), constituían el centro-izquierda de la Cámara. Coincidían con los «intransigentes» (o «jacobino-socialistas») en que el objetivo era construir una república federal «de abajo arriba» pero que, dado que no se había alcanzado el poder mediante una revolución, había que hacerlo «de arriba abajo», es decir, primero había que elaboran la Constitución federal y luego proceder a la formación de los cantones o Estados federados. Dentro de los «demosocialistas» existía un pequeño grupo situado más a la izquierda que intentaba acercar posiciones con los «intransigentes» (o «jacobino-socialistas) y que estaba encabezado por Ramón de Cala, Eduardo Benot y Francisco Díaz Quintero. Paralelamente existía otro grupo situado más a la derecha que proponía el acercamiento a los «demoliberales reformistas» de Nicolás Salmerón y que estaba encabezado por José Cristóbal Sorní y Juan Manuel Cabello de la Vega.

- Los «demoliberales reformistas» (según la categorización de Román Miguel González), integrados por unos 40 o 50 diputados liderados por el «demokrausista» Nicolás Salmerón (Jorge Vilches los encuadra dentro de los «moderados», la derecha de la Cámara, en los que también incluye al grupo de Emilio Castelar). Estos «demoliberales con tendencias reformistas» constituían el centro-derecha de la Cámara y en su seno destacaban los también «demokrausistas», como Salmerón, Manuel Pedregal y Cañedo, Eduardo Palanca y Eduardo Chao. Coincidían con los pimargallianos en que la prioridad de las Cortes era aprobar la nueva Constitución ―rechazando, al igual que ellos, convertirlas en una Convención como demandaban los «intransigentes»― y se diferenciaban de los «demoliberales individualistas» de Castelar en que en el nuevo régimen solo cabrían los republicanos «viejos».

- Los «demoliberales individualistas» (en la terminología de Román Miguel González), integrados por unos 50 o 60 diputados y cuyo líder indiscutible era Emilio Castelar. Constituían la derecha de la Cámara y a veces recibían el apoyo de la extrema derecha (monárquica y republicana unitaria), entre otras razones porque los «demoliberales individualistas» eran partidarios de la conciliación con los radicales y con los constitucionales para incluirlos en el nuevo régimen. Junto a Castelar destacaban Eleuterio Maisonnave, Buenaventura Abárzuza Ferrer y Miguel Morayta y Sagrario.

Al mes siguiente de la proclamación el 8 de junio de la República Federal, estalló la rebelión cantonal encabezada por los «intransigentes», lo que forzó la salida del poder de Pi y Margall. En Cataluña no hubo rebelión debido al avance de los carlistas con su victoria en la batalla de Alpens el 11 de julio. Miembros con mucho prestigio, como Baldomero Lostau y Prats, Anselmo Clavé, Francisco Suñer y Capdevila, Gonzalo Serraclara y Costa o Rubau Donadeu, pasaron a posiciones más «centristas».

### Reorganización del partido (1875-1905)
Con la Restauración borbónica de 1875 el partido quedó desorganizado y falto de liderazgo. Hasta el año 1880 no empieza a reorganizarse, gracias al ascenso al poder de Práxedes Mateo Sagasta. Pero una gran parte de los líderes conocidos (Tomàs y Salvany, Pascual y Cases, Rubau Donadeu, Coromines, en Cataluña; Joaquin Fiol en las Islas Baleares) se alinearon con Emilio Castelar y fracasaron los intentos de acercamiento entre Figueras y Pi y Margall, a la vez que Valentín Almirall dejaba el partido en 1881. Aun así, contaba con José María Vallés y Ribot, cabeza federal en Cataluña, el mallorquín Antonio Villalonga y otros. En la Asamblea de Zaragoza de junio de 1883 se aprobó un proyecto de constitución federal y recogió básicamente las líneas elaboradas por el congreso regional del partido en Cataluña, celebrado los meses de abril y mayo del mismo año, que aprobó el proyecto de constitución del Estado Catalán dentro la Federación Española firmado por Suñeer y Capdevila, José María Vallés y Ribot, Lostau y Tutau.
En el año 1894 se fijó su ideario de manera clara y concreta con la redacción del Programa del Partido Federal, pero su crecimiento fue muy escaso. En el programa de 1894 respecto de la cuestión social y agraria se decía, según el diputado federal José Franchy Roca que lo citó en el debate de la aprobación de la Constitución de 1931 de la Segunda República Española:

Supeditado el disfrute de la tierra, como propia de todos los hombres, a los intereses generales; entregadas a comunidades obreras las tierra públicas y las expropiadas a los propietarios que dejen de cultivarlas durante cinco años; constituído el crédito agrícola para proteger a estar comunidades; en poder del Estado las minas, los ferrocarriles, las aguas; facilitados los medios de transformar la participación de utilidades los salarios; entregados a Asociaciones obreras, allí donde las haya en condiciones de funcionar de este modo, y con el auxilio del crédito público, las obras y los servicios públicos; sometidas a Jurados mixtos todas las cuestiones entre patronos y obreros

Pi y Margall fue diputado a partir de 1886, así como Vallés y Ribot, pero se agudizó el casi exclusivo apoyo de Cataluña. Además, su operatividad era mermada por una continuada resistencia a los intentos reunificadores del republicanismo y el mantenimiento de una rígida ortodoxia doctrinal. A finales del siglo XIX era una fuerza desorganizada, pese al prestigio de Pi y Margall y el partido en Cataluña con la campaña de oposición a la guerra de Cuba.
Mientras en Cataluña el partido topaba con los seguidores de Valentín Almirall y del Centro Nacionalista Republicano, al mismo tiempo que a la vez Vallés y Ribot empezó a diferenciarse mucho de la dirección de Pi y Margall con el intento de aproximación al catalanismo de 1899 y, sobre todo, con la firma en el año 1901 del Manifest d'Unió Republicana Catalana (Manifiesto de Unión Republicana Catalana). En el País Valenciano topaba con el blasquismo y en las Islas Baleares el Partit d'Unió Republicana de Mallorca lo arrinconó totalmente.

### Desaparición del partido (1905-1910)
Las relaciones con la dirección central del partido en Madrid empeoraron a la muerte de Pi y Margall, y su sucesor Eduardo Benot, no pudo evitar la rotura del partido en mayo de 1905. El republicanismo federal continuó siendo fuerte en Cataluña, pero incapaz de crear una estructura de partido por encima de la acción dispersa de los miembros políticos locales. Solo una pequeña parte se posicionó al lado de Alejandro Lerroux, quien nunca se mostró partidario del federalismo, y la mayoría se unió a las diferentes formaciones del republicanismo catalanista (Unión Republicana, Centro Nacionalista Republicano, Unión Federal Nacionalista Republicana). Lo poco que quedaba del partido, tras formar parte de la Solidaridad Catalana, se unió en el año 1909 a Esquerra Catalana y finalmente en 1910 se incorporó a la Unión Federal Nacionalista Republicana.

## Reconstrucción del partido
En 1930 aparece el Partido Republicano Federal o Partido Federal Español, heredero del histórico Partido Republicano Democrático Federal, que es invitado asistir al Pacto de San Sebastián, pero que no "puede enviar ninguna delegación, en espera de los acuerdos de su próximo Congreso", según se dice en la "Nota oficiosa" que siguió a la reunión.
Tras la proclamación de la Segunda República, en las elecciones a Cortes Constituyentes de 28 de junio de 1931 obtiene 16 diputados. Entre ellos se encuentra el hijo de Francisco Pi y Margall, Joaquin Pi y Arsuaga elegido por la circunscripción de Barcelona. Otros diputados destacados son José Franchy Roca, elegido por la circunscripción de Las Palmas y que actuará como portavoz de la minoría federal en el debate del proyecto de Constitución de 1931; Manuel Hilario Ayuso Iglesias, elegido por Soria; Rodrigo Soriano, por la de Málaga capital; y Juan Company Jiménez por Almería. El entonces presidente del partido Eduardo Barriobero fue elegido por la circunscripción de Oviedo, pero se integró en el grupo conocido como los jabalíes.
En el efímero tercer gobierno de Manuel Azaña de junio de 1933 el federal José Franchy Roca fue ministro de Industria y Comercio.

## Publicaciones
Contaba con numerosas publicaciones afines como los diarios El Federalista, El Estado Catalán y La Alianza de los Pueblos de Barcelona, El Ampurdanés de Figueras, El Iris del Pueblo de Palma de Mallorca, o La Igualdad, La Discusión o El Pueblo Español de Madrid.